# 애슐리 매디슨 데이터 유출 사건
애슐리 매디슨 데이터 유출(Ashley Madison Data Breach) 사건은 2015년에 불륜 사이트 '애슐리 매디슨'(Ashley Madison)이 해킹당해 회원들의 데이터가 유출된 사건이다.

## 전개
2015년 7월에 '임팩트 팀'이라는 집단에 의해 애슐리 매디슨이 해킹을 당하면서 약 3756만 명에 달하는 회원들의 프로필과 이메일 주소, 신용카드 거래 내역 등의 데이터가 유출되었다. 이 사건으로 인해 캐나다에서는 2명의 회원이 자살하기도 했으며, 회원들에게 협박이나 금품 요구가 이어지기도 했다.
한편, 이 사건으로 인해 애슐리 매디슨의 회원 중 약 90~95%가 남성임이 밝혀지기도 했으며, 이 사이트를 운영하는 ALM 측은 회원의 모든 개인정보를 삭제하는 서비스를 제공하겠다는 계획을 제시했다.